# Châteauneuf-la-Forêt
Châteauneuf-la-Forêt – miejscowość i gmina we Francji, w regionie Nowa Akwitania, w departamencie Haute-Vienne. W 2013 roku populacja ówczesnej gminy wynosiła 1665 mieszkańców. 